# Pete Hegseth
Peter Brian Hegseth é um apresentador de televisão americano, autor e veterano do Exército que é o atual Secretário de Defesa dos Estados Unidos no segundo gabinete do presidente Donald Trump.
Após a reeleição de Donald Trump em 2024, Hegseth foi nomeado para servir como secretário de defesa na segunda administração de Trump. Se confirmado, ele será o segundo secretário de defesa mais jovem, depois de Donald Rumsfeld, e o primeiro de Minnesota a servir na posição.

## Secretário de Defesa

### Nomeação
Em 12 de novembro de 2024, o presidente eleito Donald Trump anunciou que pretendia nomear Hegseth para servir como o próximo secretário de defesa dos EUA. Hegseth encerrou seu contrato com a Fox News naquele mês para que pudesse assumir o cargo.
Vários dias depois, uma mulher enviou um memorando à equipe de transição de Trump sobre uma alegação de agressão sexual contra Hegseth em 2017. Diversos senadores posteriormente expressaram preocupação. O senador republicano Kevin Cramer disse que as alegações eram um "grande problema, considerando que temos... um problema de agressão sexual em nossas forças armadas" e "não vou pré-julgá-lo, mas sim, é uma acusação bastante preocupante". A senadora democrata Tammy Duckworth disse: "É francamente um insulto e realmente preocupante que o Sr. Trump nomeie alguém que admitiu ter pago uma vítima que fez alegações de estupro contra ele... Esse não é o tipo de pessoa que você quer liderando o Departamento de Defesa." Depois que colegas da Fox disseram aos repórteres que Hegseth estava bêbado ou de ressaca no set mais de uma dúzia de vezes, vários senadores relataram que ele havia prometido que pararia de beber se fosse nomeado. Outros chamaram sua inexperiência de preocupante, conforme relatado pelo Defense One:
Hegseth nunca fez política de segurança nacional, serviu em um alto cargo militar, trabalhou em aquisição de defesa ou liderou uma organização maior do que um grupo de defesa sem fins lucrativos.
Os republicanos apoiaram amplamente a nomeação de Hegseth, e Joni Ernst, que inicialmente expressou ceticismo, declarou que o apoiaria depois que "ele fosse capaz de responder adequadamente a todas as minhas perguntas".
Ele compareceu perante o Comitê de Serviços Armados do Senado em 14 de janeiro de 2025. Durante a audiência, Hegseth negou as acusações de agressão sexual, infidelidade conjugal e embriaguez em público, dizendo que essas eram "alegações falsas" e disse que "ele havia sido redimido por seu 'senhor e salvador' por suas falhas na vida". Em 21 de janeiro, os senadores receberam um depoimento de sua ex-cunhada, Danielle Hegseth, que jurou que sua segunda esposa, Samantha, temia por sua segurança.